# 키스 에이프
키스 에이프(Keith Ape), 전 닉네임 키드 애쉬(Kid Ash) (본명: 이동헌, 1993년 12월 25일 ~ )는 대한민국의 래퍼이자 음악 프로듀서이다. 닉네임 키스 에이프의 이니셜 'Keith'는 미술가 및 사회운동가 키스 해링, 'Ape'는 일본의 스트릿 브랜드 베이프의 네임을 따왔다. 2011년 2월 8일, 이정의 곡 "길 비켜"에 "Don Kid"이라는 예명으로 피쳐링을 하며 데뷔했다. 사회복무요원으로 소집해제를 해 병역의 의무를 마쳤다.

## 학력
- 이매중학교 졸업
- 이매고등학교 중퇴